# Широкое (Запорожский район)
Широкое (укр. Широке) — село,
Широковский сельский совет,
Запорожский район,
Запорожская область,
Украина.
Код КОАТУУ — 2322189005. Население по переписи 2001 года составляло 1112 человек.
Является административным центром Широковского сельского совета, в который, кроме того, входит село
Водяное.

## Географическое положение
Село Широкое находится на берегу реки Томаковка,
выше по течению на расстоянии в 4,5 км расположено село Лукашёво,
ниже по течению на расстоянии в 1,5 км расположено село Ручаевка.
Река в этом месте пересыхает, на ней сделана запруда.

## История
- 1865 год — дата основания как немецкая колония Нойендорф.

## Экономика
- «Орис-Нива», ООО.

## Объекты социальной сферы
- Школа.
- Детский сад.
- Дом культуры.
- Фельдшерско-акушерский пункт.

## Достопримечательности
- Братская могила советских воинов.
- В селе находится ныне заброшенный аэродром (бывший Запорожский центр лётной подготовки).